# Аероби
Аеро́би, також аеро́бні органі́зми; від грец. αηρ — повітря і грец. βιος — життя) — в біології живі організми, для життєдіяльності яких потрібен вільний молекулярний кисень. Аеробами є переважна більшість тварин, усі рослини і багато мікроорганізмів, винятком є деякі види бактерій.
Серед мікроорганізмів частина є облігатними (безумовними) аеробами, інші — факультативними, здатними жити при наявності мізерної кількості вільного кисню або й без нього. Різко розмежувати ці дві групи практично неможливо.